# 1483 Hakoila
1483 Hakoila è un asteroide della fascia principale. Scoperto nel 1938, presenta un'orbita caratterizzata da un semiasse maggiore pari a 2,7161363 UA e da un'eccentricità di 0,1788642, inclinata di 4,49853° rispetto all'eclittica.
L'asteroide è dedicato a K. J. Hakoila, per il suo importante contributo durante la costruzione dell'Osservatorio di Iso-Heikkilä a Turku.